# Túnel de Sapataria

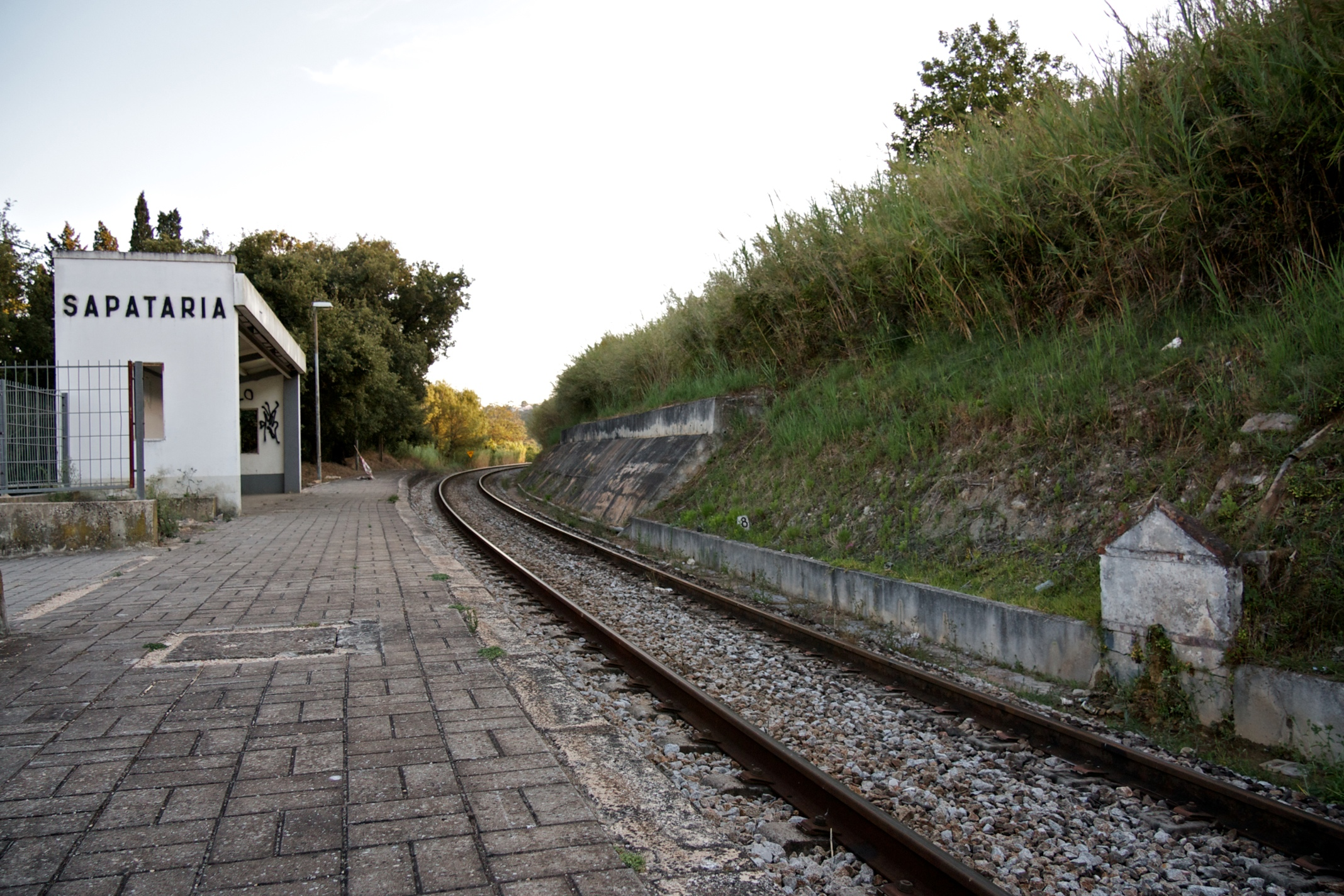
Apeadeiro de Sapataria, em 2011, com a via descendo da boca NW do túnel.

O Túnel Ferrovário de Sapataria faz parte da Linha do Oeste, uma ferrovia em Portugal, situando-se entre os apeadeiros de Jerumelo e de Sapataria, muito próximo deste último. Tem um comprimento de 328 m, com as bocas nos PKs 44,658 e 44,986, sendo o mais extenso da Linha do Oeste, mais do dobro do que qualquer um dos três túneis próximos de Torres Vedras (Boiaca, Cabaço, e Certã).

## História
Insere-se no lanço entre Agualva-Cacém e Torres Vedras, que foi aberto à exploração em 21 de Maio de 1887, pela Companhia Real dos Caminhos de Ferro Portugueses.
Nos finais da década de 2010 foi finalmente aprovada a modernização e eletrificação da Linha do Oeste; no âmbito do projeto de 2018 para o troço a sul das Caldas da Rainha, o Túnel de Sapataria irá ser alvo de remodelação profunda, com renovação do betão projetado da abóbada, fortalecimento dos hasteais, e também trabalhos de impermeabilização do terreno envolvente à boca WSW (até ao PK 44+640). Será sujeito pois a uma intervenção estrutural mais profunda do que os restantes três túneis da linha, mas ao invés destes não se efetuará o inicialmente previsto rebaixamento do leito da via (necessário para dar vão vertical para a catenária), por ser este túnel dotado também de maior flecha.

Este túnel encontra-se no troço entre Mira Sintra-Meleças e Torres Vedras, cujas obras de modernização tiveram início em 2021, encontrando-se actualmente em curso.